# Cmentarz Střešovicki
Cmentarz Střešovicki (czes. Střešovický hřbitov) – cmentarz położony w stolicy Czech w dzielnicy Praha 6, w rejonie Střešovice przy ulicy Cukrovarnickiej 15/131, po zachodniej stronie dzielnicy Ořechovka. W 2001 zajmował obszar 0,61 ha, gdzie znajduje się 21 grobowców i 1100 pochówków urnowych.

## Historia
Nekropolię założono w 1900 dla parafii św. Jana Nepomucena na Jenerálce (obecnie część Dejvic), której Střešovice podlegały od 1887 do 1902.  Początkowo znajdowało się tam kilka grobów ziemnych oraz murowane, które przylegały do muru cmentarnego. Większa liczba pochówków miała miejsce po likwidacji cmentarza na Jenerálce. Od 1902 roku służy parafii św. Norberta w Střešovicach i kościołowi prepozyta św. Wacława w Dejvicach.

## Znane osoby pochowane na cmentarzu[1]
- Vojta Beneš – polityk i poseł;
- Dagmar Burešová - prawniczka, adwokat i polityk
- Milan Chladil - śpiewak;
- Emil Filla – malarz i grafik;
- Iša Krejčí – dyrygent;
- Jan Mukařovský – estetyk i semiotyk;
- Jaromír Pleskot - reźyser i aktor;
- Jiřina Švorcová - aktorka, działaczka komunistyczna;
- Zdeněk V. Tobolka - historyk, bibliotekarz i polityk;
- Josef Větrovec - aktor i dyrektor teatru.